# Plourin-lès-Morlaix
Plourin-lès-Morlaix (bretonisch Plourin-Montroulez) ist eine französische Gemeinde in der Region Bretagne im Département Finistère mit 4529 Einwohnern (Stand 1. Januar 2022). Sie liegt fünf Kilometer südlich von Morlaix und 52 Kilometer östlich von Brest. An der östlichen Gemeindegrenze verläuft der Fluss Jarlot, der bei Morlaix, die gleichnamige Bezeichnung annehmen wird.

## Verkehr
Bei Morlaix befinden sich die nächsten Abfahrten der Europastraße 50 (Rennes-Brest) und der nächstgelegene Regionalbahnhof.
Bei Rennes und Brest befinden sich Regionalflughäfen.

## Bevölkerungsentwicklung
| Jahr                       | 1962 | 1968 | 1975 | 1982 | 1990 | 1999 | 2007 | 2017 |
| Einwohner                  | 2008 | 2348 | 3649 | 4311 | 4176 | 4250 | 4532 | 4457 |
| Quellen: Cassini und INSEE |      |      |      |      |      |      |      |      |

## Sehenswürdigkeiten
- Kirche Notre-Dame

Siehe auch: Liste der Monuments historiques in Plourin-lès-Morlaix

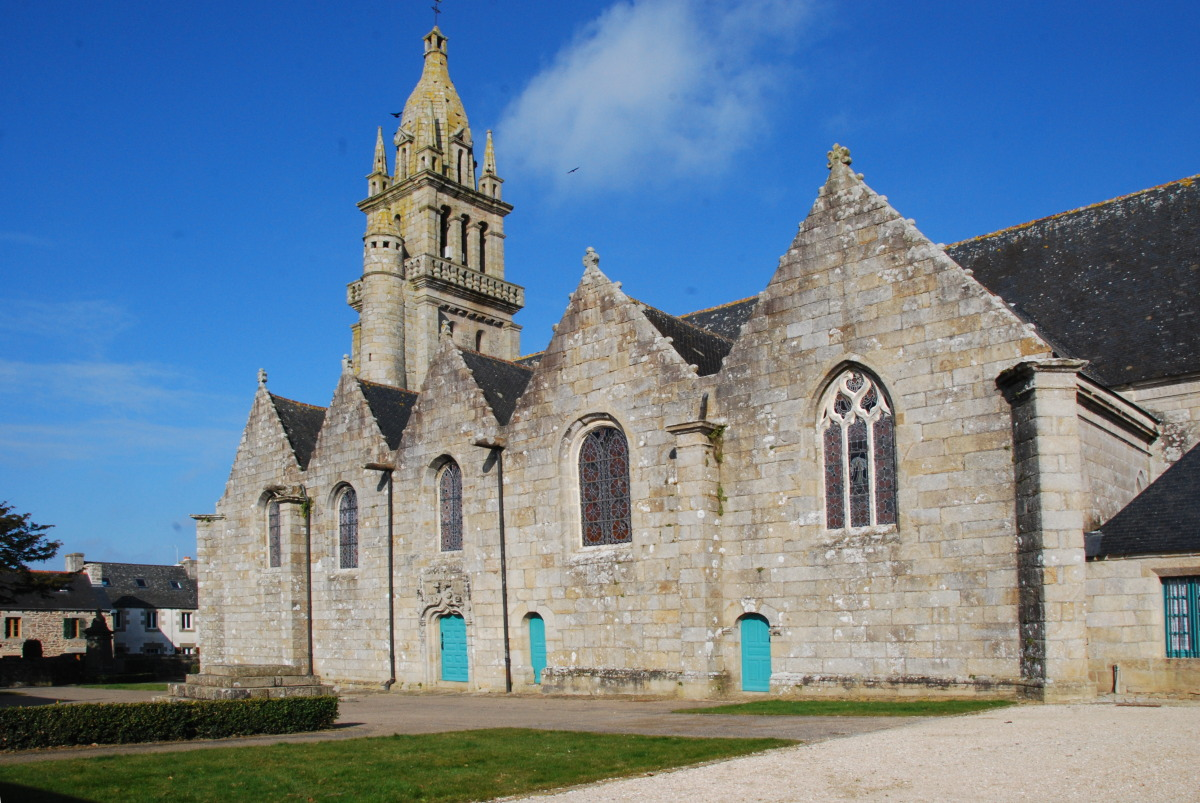
Kirche Notre-Dame

## Persönlichkeiten
Plourin-lès-Morlaix ist der Herkunftsort des in Frankreich wohlbekannten Chansonniers Renan Luce.